# (7312) 1996 AT3
A (7312) 1996 AT3 a Naprendszer kisbolygóövében található aszteroida. Ueda Szeidzsi és Kaneda Hirosi fedezte fel 1996. január 13-án.